# Vitor Meireles
Pour les articles homonymes, voir Meireles.
Vitor Meireles est une ville brésilienne de l'État de Santa Catarina.

## Généralités
Le nom de la ville est un hommage au peintre brésilien Victor Meirelles.

## Géographie
Vitor Meireles se situe par une latitude de 26° 52′ 51″ sud et par une longitude de 49° 49′ 58″ ouest, à une altitude de 370 mètres.
Sa population était de 5 208 habitants au recensement de 2010. La municipalité s'étend sur 372 km2.
Elle fait partie de la microrégion de Rio do Sul, dans la mésorégion de la Vallée du rio Itajaí.

## Villes voisines
Vitor Meireles est voisine des municipalités (municípios) suivantes :
- José Boiteux
- Witmarsum
- Salete
- Rio do Campo
- Santa Terezinha
- Itaiópolis